# Тсіргупалу
Тсіргупалу (ест. Tsirgupalu) — село в Естонії, входить до складу волості Риуге, повіту Вирумаа.